# Irás Jenő
Irás Jenő, Irás Jenő János (Budapest, Józsefváros, 1905. november 10. – Budapest, 1976. október 7.) orvos, belgyógyász, reumatológus.

## Élete
Irás Mihály szabómester és Szöllösi Katalin fiaként született. Apja a Hont vármegyei Drégelypalánkról, anyja Budapestről származott. Középiskolai tanulmányait 1916 és 1924 között a Budapesti VIII. kerületi Magyar Királyi Állami Főgimnáziumban végezte. 1931. szeptember 26-án a budapesti Pázmány Péter Tudományegyetemen avatták orvosdoktorrá.
1931 és 1934 között a II. sz. Belgyógyászati Klinika díjtalan gyakornoka, 1934-től fizetéstelen tanársegéde volt. 1934-ben belbetegségek tárgykörből szakorvosi végzettséget szerzett. Klinikai állása mellett az 1930-as évek közepétől az Országos Tisztviselői Betegsegélyezési Alap (OTBA) Szakorvosi Rendelőintézetének belgyógyász főorvosaként dolgozott.
1941 és 1945 között katonaorvos volt, majd hadifogságba esett.
1948 és 1953 között körzeti orvos, 1953 és 1960 között a XIX. kerületi Tanács Szakorvosi Rendelőintézet és Kórház igazgató-főorvosa, 1960-tól 1973-ig az Országos Orvosszakértői Intézet főigazgatója volt.
Orvosi rehabilitációval és a munkaerő-csökkentés kérdéseivel foglalkozott. A szakasszisztensképzés egyik megszervezője. 
A nagyigmándi temetőben helyezték nyugalomra.

### Családja
Felesége Geiling Mária (1901–1990) volt, Geiling Károly és Szuszka Mária lánya, akivel 1940. július 3-án Budapesten, a Ferencvárosban kötött házasságot. Fiuk Irás Jenő (1941–1984) radiológus, menyük Irásné Melis Katalin (1941) régész, muzeológus.

## Művei
- Hashajtóval összetett szénkészítmények a belgyógyászati gyógykezelésben. (Orvosi Hetilap, 1934, 20.)
- Digitális Disperttel végzett összehasonlító vizsgálatok. (Orvosi Hetilap, 1934, 44.)
- Rendelőintézeti asszisztensek kézikönyve. Egyedi Lászlóval. (szerk., Budapest, 1960)
- Állatorvosok brucellosis szűrővizsgálata. Román Évával. (Orvosi Hetilap, 1970, 48.)
- Állatorvosok brucellosis okozta foglalkozási betegsége. Román Évával. (Magyar Állatorvosok Lapja, 1973, 4.)
- Kísérlet komplex gondozás bevezetésére hospitalizáció során (előzetes közlemény). Többekkel. (Orvosi Hetilap, 1976, 7.)

## Díjai, elismerései
- Munka Érdemérem (1955)[4]
- Érdemes orvos (1957)
- Kiváló orvos (1965)
- Munka Érdemrend arany fokozata (1973)[5]